# Mexikanische Badmintonmeisterschaft 2020
Die Mexikanische Badmintonmeisterschaft 2020 fand vom 18. bis zum 20. Dezember 2020 in Guadalajara statt. Es war die 70. Auflage der nationalen Titelkämpfe von Mexiko im Badminton.

## Medaillengewinner
| Disziplin    | Gold                                | Silber                                      | Bronze                                       |
| ------------ | ----------------------------------- | ------------------------------------------- | -------------------------------------------- |
| Herreneinzel | Job Castillo                        | Luis Montoya                                | Sebastián Martínez Cardoso                   |
| Herreneinzel | Job Castillo                        | Luis Montoya                                | Andres Quadri                                |
| Dameneinzel  | Sabrina Solils                      | Miriam Rodríguez                            | Romina Fregoso                               |
| Dameneinzel  | Sabrina Solils                      | Miriam Rodríguez                            | Vanessa Villalobos                           |
| Herrendoppel | Job Castillo Luis Montoya           | Andrés López Sebastián Martínez Cardoso     | Hector Franco Rodrigo Morales                |
| Herrendoppel | Job Castillo Luis Montoya           | Andrés López Sebastián Martínez Cardoso     | José Alberto López Martinez Santiago Sanchez |
| Damendoppel  | Miriam Rodríguez Vanessa Villalobos | Yamile Barajas Romina Fregoso               | Daniela Davalos Joceline Lopez               |
| Damendoppel  | Miriam Rodríguez Vanessa Villalobos | Yamile Barajas Romina Fregoso               | Rebeca Alatorre Jessica Muñiz                |
| Mixed        | Luis Montoya Vanessa Villalobos     | Sebastián Martínez Cardoso Miriam Rodríguez | Rodrigo Morales Romina Fregoso               |
| Mixed        | Luis Montoya Vanessa Villalobos     | Sebastián Martínez Cardoso Miriam Rodríguez | Andrés López Sabrina Solis                   |